# Olympische Sommerspiele 1988/Teilnehmer (Island)
| Gelbes Symbol für Goldmedaillen mit stilisierten Olympischen Ringen | Graues Symbol für Silbermedaillen mit stilisierten Olympischen Ringen | Braundes Symbol für Bronzemedaillen mit stilisierten Olympischen Ringen |
| ------------------------------------------------------------------- | --------------------------------------------------------------------- | ----------------------------------------------------------------------- |
| —                                                                   | —                                                                     | —                                                                       |

Island nahm an den Olympischen Sommerspielen 1988 in Seoul, Südkorea, mit einer Delegation von 32 Sportlern (28 Männer und vier Frauen) teil.

## Teilnehmer nach Sportarten

### Handball
- Herrenteam
8. Platz

- Kader
Alfreð Gíslason
Atli Hilmarsson
Bjarki Sigurðsson
Brynjar Kvaran
Einar Þorvarðarson
Geir Sveinsson
Guðmundur Guðmundsson
Guðmundur Hrafnkelsson
Jakob Sigurðsson
Karl Þráinsson
Kristján Arason
Páll Ólafsson
Sigurður Gunnarsson
Sigurður Valur Sveinsson
Þorgils Mathiesen

### Judo
- Bjarni Friðriksson
Halbschwergewicht: 9. Platz

- Sigurður Bergmann
Schwergewicht: 13. Platz

### Leichtathletik
- Pétur Guðmundsson
Kugelstoßen: 14. Platz in der Qualifikation

- Vésteinn Hafsteinsson
Diskuswurf: 19. Platz in der Qualifikation

- Eggert Bogason
Diskuswurf: In der Qualifikation ausgeschieden

- Einar Vilhjálmsson
Speerwurf: 13. Platz in der Qualifikation

- Siggi Einarsson
Speerwurf: 27. Platz in der Qualifikation

- Helga Halldórsdóttir
Frauen, 400 Meter Hürden: Vorläufe

- Iris Grönfeldt
Frauen, Speerwurf: 26. Platz in der Qualifikation

### Schwimmen
- Magnús Ólafsson
50 Meter Freistil: 40. Platz
100 Meter Freistil: 31. Platz
200 Meter Freistil: 28. Platz

- Ragnar Guðmundsson
400 Meter Freistil: 37. Platz
1500 Meter Freistil: 31. Platz

- Eðvarð Þór Eðvarðsson
100 Meter Rücken: 16. Platz
200 Meter Rücken: 24. Platz
200 Meter Lagen: 27. Platz

- Arnþór Ragnarsson
100 Meter Brust: 51. Platz
200 Meter Brust: 43. Platz

- Bryndís Ólafsdóttir
Frauen, 50 Meter Freistil: 37. Platz
Frauen, 100 Meter Freistil: 40. Platz
Frauen, 200 Meter Freistil: 32. Platz

- Ragnheiður Runólfsdóttir
Frauen, 100 Meter Brust: 23. Platz
Frauen, 200 Meter Brust: 27. Platz
Frauen, 200 Meter Lagen: 24. Platz

### Segeln
- Gunnlaugur Jónasson
470er: 22. Platz

- Ísleifur Friðriksson
470er: 22. Platz